# Anna Olofsson
Anna-Kristina Olofsson (* 17. September 1981 in Östersund) ist eine ehemalige schwedische Snowboarderin. Sie startete in den Disziplinen Halfpipe und Snowboardcross.

## Werdegang
Olofsson, die für den Gräftåvallens SBK startete, nahm im März 1998 in Tandådalen erstmals am Snowboard-Weltcup der FIS teil, wobei sie den zweiten Platz in der Halfpipe errang. Im folgenden Jahr holte sie bei den Juniorenweltmeisterschaften auf der Seiser Alm die Bronzemedaille in der Halfpipe. In der Saison 1999/2000 erreichte sie mit drei zweiten Plätzen den 25. Platz im Gesamtweltcup und den vierten Rang im Halfpipe-Weltcup. Bei den Juniorenweltmeisterschaften 2000 in Berchtesgaden gewann sie die Silbermedaille. Zudem wurde sie im April 2000 schwedische Meisterin in der Halfpipe. In der folgenden Saison kam sie mit fünf Top-Zehn-Platzierungen auf den sechsten Platz im Halfpipe-Weltcup. Beim Saisonhöhepunkt, den Snowboard-Weltmeisterschaften 2001 in Madonna di Campiglio, fuhr sie auf den 25. Platz in der Halfpipe. Außerdem siegte sie erneut bei den schwedischen Meisterschaften in der Halfpipe. Auch in der Saison 2002/03 triumphierte sie bei den schwedischen Meisterschaften. Zudem holte sie in Arosa ihren einzigen Weltcupsieg und belegte bei den Snowboard-Weltmeisterschaften 2003 am Kreischberg den 21. Platz in der Halfpipe. Die Saison beendete sie auf dem neunten Platz im Halfpipe-Weltcup. In der Saison 2003/04 kam sie bei acht Teilnahmen im Weltcup, fünfmal unter die ersten Zehn, darunter Platz drei in Tandådalen sowie Rang zwei am Kreischberg und errang damit den fünften Platz im Halfpipe-Weltcup. In der Saison 2004/05 belegte sie bei den Snowboard-Weltmeisterschaften 2005 in Whistler den fünften Platz in der Halfpipe und erreichte in Tandådalen mit Platz drei ihre letzte Podestplatzierung im Weltcup. In der folgenden Saison errang sie in Turin bei ihrer einzigen Olympiateilnahme den 22. Platz in der Halfpipe und absolvierte in Furano ihren 57. damit letzten Weltcup, welchen sie auf dem sechsten Platz in der Halfpipe beendete. Im Jahr 2007 wurde sie zum vierten Mal schwedische Meisterin in der Halfpipe.

## Teilnahmen an Weltmeisterschaften und Olympischen Winterspielen

### Olympische Winterspiele
- 2006 Turin: 22. Platz Halfpipe

### Snowboard-Weltmeisterschaften
- 2001 Madonna di Campiglio: 25. Platz Halfpipe
- 2003 Kreischberg: 21. Platz Halfpipe
- 2005 Whistler: 5. Platz Halfpipe

## Weltcupsiege und Weltcup-Gesamtplatzierungen

### Weltcupsiege
| Nr. | Datum         | Ort   | Disziplin |
| --- | ------------- | ----- | --------- |
| 1.  | 13. März 2003 | Arosa | Halfpipe  |

### Weltcup-Gesamtplatzierungen
| Saison    | Gesamt | Gesamt | Halfpipe | Halfpipe | Snowboardcross | Snowboardcross |
| Saison    | Punkte | Platz  | Punkte   | Platz    | Punkte         | Platz          |
| --------- | ------ | ------ | -------- | -------- | -------------- | -------------- |
| 1997/98   | 100    | 77.    | 800      | 30.      | –              | –              |
| 1998/99   | 213    | 46.    | 850      | 18.      | 320            | 25.            |
| 1999/2000 | 349    | 25.    | 3840     | 4.       | –              | –              |
| 2000/01   | 276    | 36.    | 2480     | 6        | –              | –              |
| 2001/02   | –      | –      | 1785     | 11.      | –              | –              |
| 2002/03   | –      | –      | 2250     | 9.       | –              | –              |
| 2003/04   | –      | –      | 2660     | 5.       | –              | –              |
| 2004/05   | –      | –      | 1100     | 17.      | –              | –              |
| 2005/06   | 1330   | 61.    | 1330     | 21.      | –              | –              |